# Paranthura lineata
Paranthura lineata är en kräftdjursart som beskrevs av Nunomura 1977. Paranthura lineata ingår i släktet Paranthura och familjen Paranthuridae. Inga underarter finns listade i Catalogue of Life.